# Бенара
Бенара (груз. ბენარა) — село в Грузии, на территории Адигенского муниципалитета края (мхаре) Самцхе-Джавахети.

## География
Село находится в южной части Грузии, на левом берегу реки Оцхе (левый приток Кваблиани), на расстоянии 9 километров (по прямой) к востоко-юго-востоку от посёлка городского типа Адигени, административного центра муниципалитета. Абсолютная высота — 1092 метра над уровнем моря.

## Население
По результатам официальной переписи населения 2014 года, в Бенаре проживал 201 человек (109 мужчин и 92 женщины). В национальной структуре населения грузины составляли 91,5 %, армяне — 8 %, осетины — 0,5 %.
| Год  | Население, человек |
| ---- | ------------------ |
| 2002 | 230                |
| 2014 | ↘ 201              |